# Tom Sykes
Tom Sykes, född 19 augusti 1985 i Huddersfield, är en brittisk roadracingförare aktiv i världsmästerskapen i Superbike. Världsmästare i Superbike 2013.
Sykes gjorde VM-debut 2003 i Supersport-klassen på hemmaplan på Brands Hatch. Sedan skulle det dröja till 2008 då Sykes deltog i de brittiska deltävlingarna i Superbike-VM. Sensationellt blev han tvåa på Donington Park och fick kontrakt med Yamaha Motor Company för att köra hela VM-serien 2009. Sedan 2010 kör Sykes för Kawasaki. Första segern kom på Nürburgring 2011. Superbike-VM 2012 var Sykes nära att bli världsmästare men blev slagen med endast 0,5 poäng av Max Biaggi. Säsongen 2013 lyckades dock Sykes att bli världsmästare efter 9 heatsegrar och 17 pallplatser i säsongens 27 genomförda heat.